# إنغريد بارك
إنغريد بارك (بالإنجليزية: Ingrid Park) هي ممثلة نيوزيلندية، ولدت في 1971 في أوكلاند في نيوزيلندا.

## وصلات خارجية
- إنغريد بارك على موقع IMDb (الإنجليزية)
- إنغريد بارك على موقع قاعدة بيانات الفيلم (الإنجليزية)